# 斉藤未知
斉藤 未知（さいとう みち、1985年3月26日 - ）は、日本の歌手、女優、タレント、ヨガインストラクター。元Power M所属。埼玉県出身。
2001年ヤングジャンプ『制コレ』に入賞。2005年には、テレビ東京系国民投票型オーディション番組「OUT★PUT」初代グランドチャンピオンとなり、2005年8月17日にエイベックスからメジャーデビュー。
2011年7月より、タレントの庄司ゆうこが経営するポジティブスターヨガでインストラクターを務めている。

## 出演

### テレビドラマ
- ごくせん（日本テレビ系、2002年）- カオル 役
- がんばっていきまっしょい（フジテレビ系、2005年）- 佐々木萌 役
- 福岡恋愛白書 ～きっとあなたとつながってる～（KBC、2006年）- 高橋未知 役
- 花より男子2（リターンズ）（TBS系、2007年）- 野添えりな 役
- ガリレオ（フジテレビ系、2007年）第4話
- パセリ（KBS、2007年）第12話
- チョコミミ（テレビ東京系、2008年）- ムム姉 役
- 無理な恋愛（フジテレビ系、2008年）
- TOKYO PROM QUEEN（WEBドラマ、2008年）- ミッチー 役
- 帝王（2009年、毎日放送） - 川田奈保子 役

### CM
- サントリー『ジョッキ生』初夏・盛夏篇（2006年）

### 映画
- soeur ～スール～（2007年）- 北本ノゾミ役
- 恋空（2007年）
- Girl's BOX ラバーズ☆ハイ（2008年3月29日公開）- 未来役
- 花より男子F（2008年6月28日公開）
- ロックンロール★ダイエット（2008年9月13日公開）

### バラエティ
- グラビアの美少女（MONDO21）

### 舞台
- 日仏交流150周年記念公演「ムーラン･ドゥ・ラ・ギャレット」（2009年9月5日-12日、日本青年館、脚本・演出:西田大輔） - メイ・ミルトン 役

## 作品

### シングル
1. ダカラ・・・・ （2005年8月17日）
テレビ東京系『OUT★PUT』テーマソング、テレビ東京系『ぶちぬき』エンディングテーマ
2. マトリョーシカ （2006年2月8日）
テレビ東京系『OUT★PUT』テーマソング
尚美学園大学女子野球部応援歌（C/W シャ・ラ・ラ）

### コラボレーションシングル
- 3rd X'mas featuring dream+長澤奈央+SweetS+星井七瀬+嘉陽愛子+PARADISE GO!! GO!!+斉藤未知（2005年11月16日）

### 参加アルバム
- Girl's BOX 〜Best Hits Compilation Winter〜（2005年11月30日）
- BEST X'mas（2006年12月6日）
- 映画「Girl's BOX ラバーズ☆ハイ」オリジナル・ソング・コレクション（2008年3月12日）

### ゲスト参加
- ストロボ 3rdシングル『ラブレター』 M-1&M-2 コーラス参加

### DVD
- よりみち（2007年10月25日、GPミュージアムソフト）
- ほんとうにあった怖い話 第十夜 憑依（2008年4月4日、パル企画）